# کوشپودا
کوشپودا (به آلمانی: Kospoda) یک شهر در آلمان است که در تورینگن واقع شده‌است. کوشپودا ۴۰۷ نفر جمعیت دارد.